# Christian Rudolf

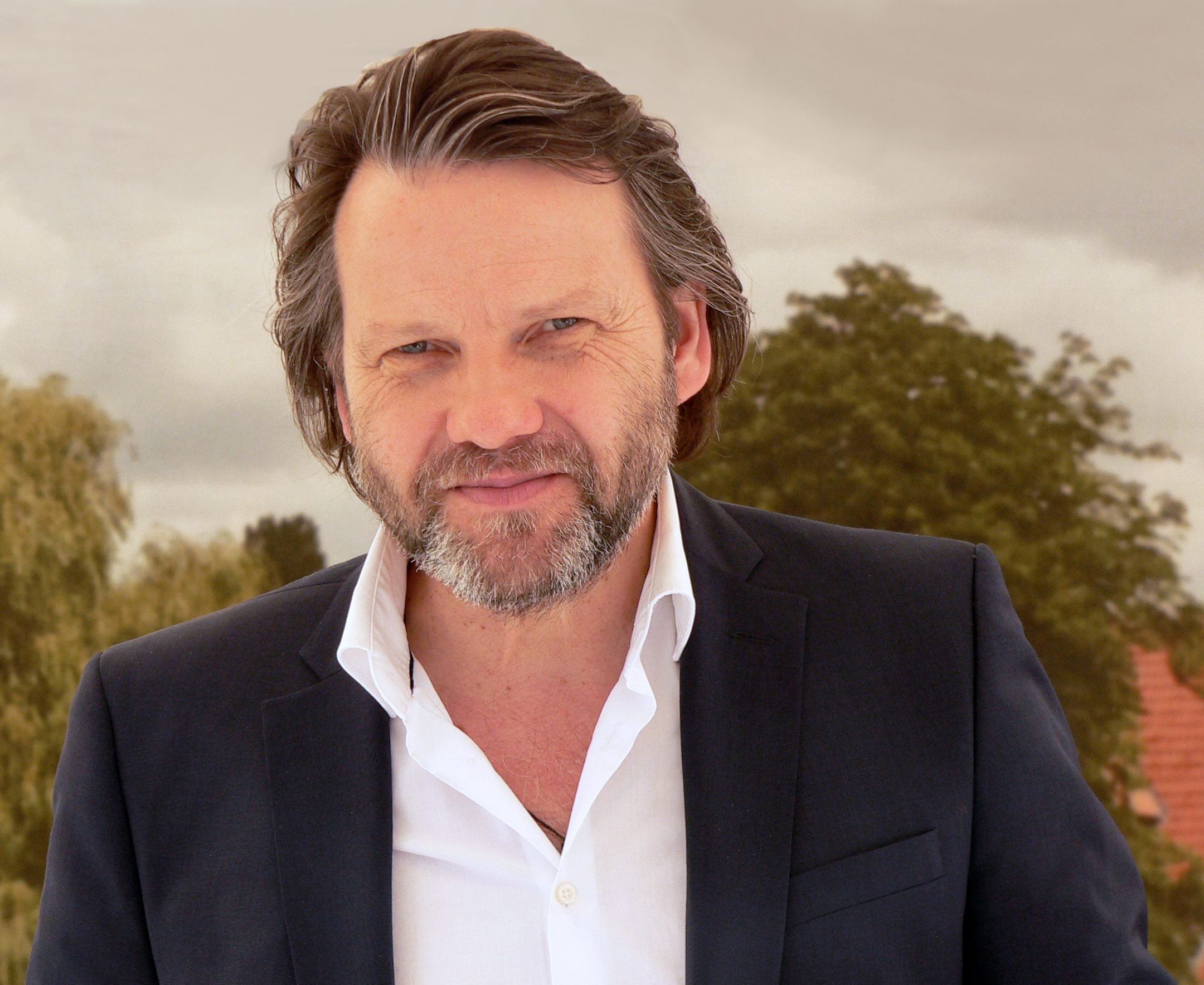
Christian Rudolf (2017)

Christian Rudolf (* 9. März 1965 in Rathenow) ist ein deutscher Schauspieler, Moderator, Sänger, Synchron- und Hörspielsprecher.

## Leben und Wirken

### Theater und Gesang

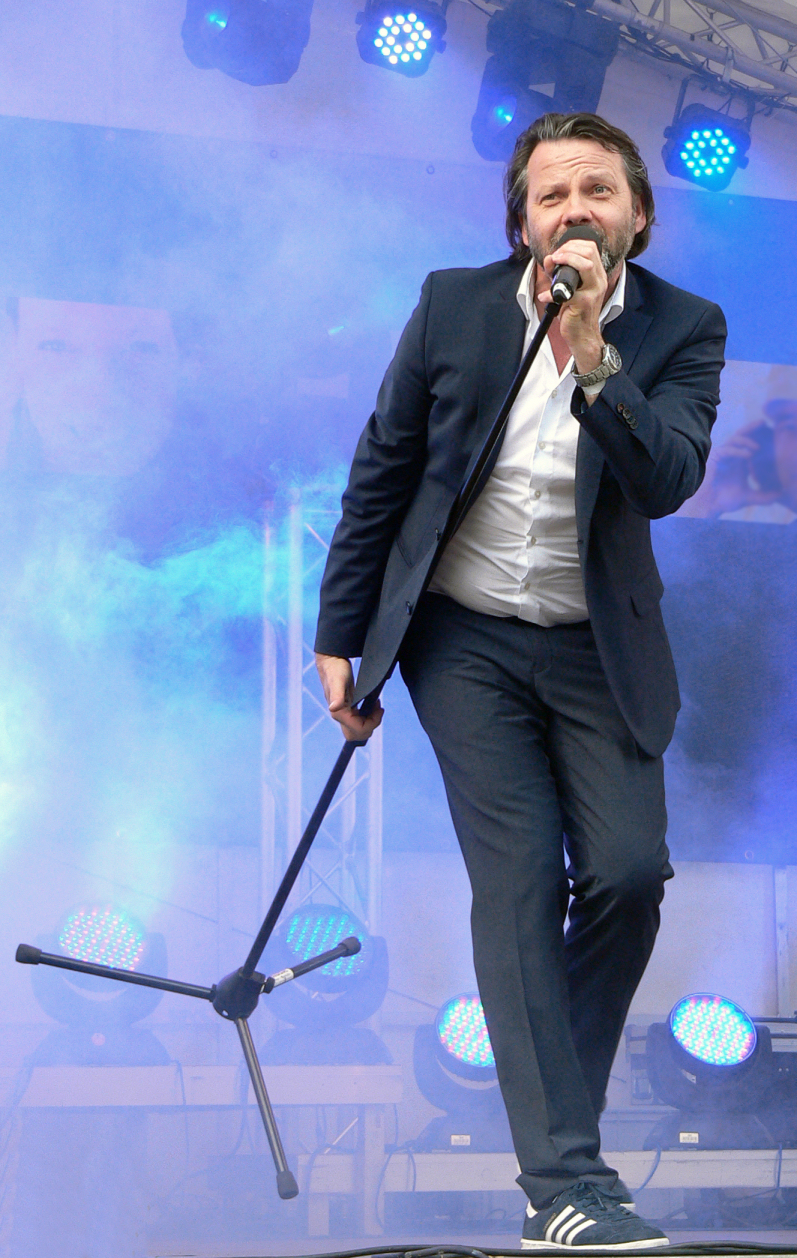
Gesangsauftritt, 2017

Christian Rudolf wuchs in Premnitz bei Rathenow auf. In der 10. Klasse gründete er 1981 mit Schulfreunden die Band Utopia, bei der er Frontmann und Sänger war. Die Amateurband besaß eine offizielle Spielerlaubnis und tourte Anfang der 1980er-Jahre in einem Robur LO 2000-Bus durch die damalige DDR. Von 1986 bis 1990 studierte Rudolf Gesang und Schauspiel an der Hochschule für Musik „Hanns Eisler“ Berlin.   Für seine Hauptrolle im Musical Nerf – The Colossal Plot erhielt Rudolf 1997 beim Deutschen Musicalkongress den 1. Preis der IG Medien.
Als Sänger diverser Bands steht Rudolf seit 1981 auf der Bühne und hat bis 2025 rund 1500 Auftritte absolviert. Im Jahr 2001 trat er gemeinsam mit Helmut Lotti in der ARD-Show Ein Platz an der Sonne auf. Außerdem agierte Rudolf bei Auftritten als Falco in seiner gleichnamigen Show.
Christian Rudolf ist Fan des 1996 verstorbenen Ton Steine Scherben Sängers Rio Reiser. Rudolf tourte mit seiner 2003 gegründeten Hamburger Band Komitee für Unterhaltungskunst durch Deutschland und interpretierte Reisers Songs, unter anderem bei einem Auftritt zum 20. Todestag im Jahr 2016 in Hamburg.

### Als Schauspieler
Dem deutschen Fernsehpublikum ist Rudolf durch eine Vielzahl von Gastrollen in Fernsehserien wie Die Rettungsflieger, Doppelter Einsatz, Der Bulle von Tölz, Die Cleveren, Polizeiruf 110, SK Kölsch und Großstadtrevier bekannt. Außerdem spielte er Neben- und Gastrollen in vielen deutschen Seifenopern wie Gute Zeiten, schlechte Zeiten, Verbotene Liebe und So ist das Leben! Die Wagenfelds. Von 2008 bis 2011 spielte Christian Rudolf in der Lindenstraße die Rolle des „Jimi Stadler“, eines Handwerkers und biederen Familienvaters. Von 2017 bis 2018 verkörperte Rudolf als eine der Hauptfiguren der 14. Staffel der Telenovela Rote Rosen den nach wissenschaftlichem Ruhm strebenden Archäologen „Dr. Arne Fries“, der laut der Filmhandlung nachweisen wollte, dass die Varusschlacht am Höhbeck an der Elbe stattgefunden hat.

### Als Moderator

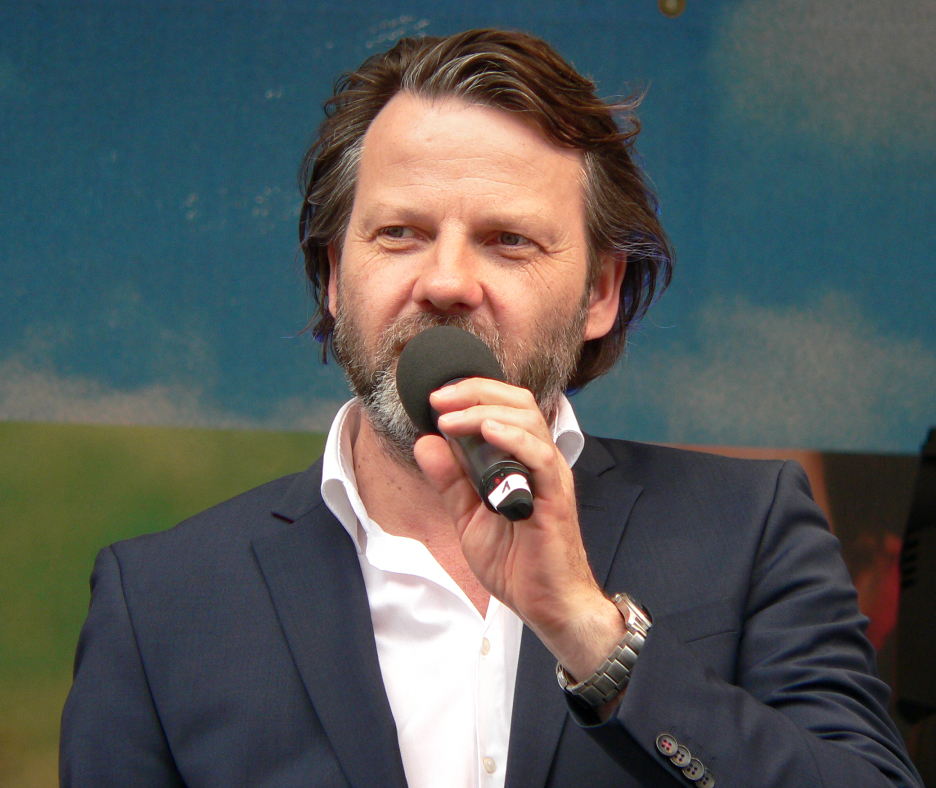
Christian Rudolf als Moderator

Daneben tritt er als Moderator von Großveranstaltungen auf (unter anderem auf dem Ökumenischen Kirchentag 2003 in Berlin und auf dem Kreuzfahrtschiff AIDA) und gestaltete Warm-ups für verschiedene Fernsehsendungen; unter anderem für ran – Sat.1-Bundesliga sowie die Champions League für TM3.
Er moderierte beim Travel-Channel-Flughafenfest sowie beim Hein Gas Sommerfest in Hamburg, ebenso für Vaillant auf der ISH-Messe; die Gerry Weber Open und die Kinderfernsehshow Im Reich der wilden Kinder bei TV München. Im MDR spielte er in einem Sketch der Heinz-Rennack-Show mit. Ebenso moderierte und sang er in der MDR-Silvestershow 2001 und trat dort in diversen Sketchen auf. Zudem wirkte Rudolf im Radio als Moderator und Redakteur bei Jazz Welle plus Hamburg mit.

### Als Synchronsprecher
Als Synchronsprecher lieh er seine Stimme unter anderem Robert Downey Jr. in der DVD-Fassung von Natural Born Killers, Brad Dourif in Chucky II, Matt Letscher in der Fernsehserie Almost Perfect, Deezer D in der Serie Emergency Room – Die Notaufnahme und J. August Richards als Charles Gunn in der Mystery-Serie Angel – Jäger der Finsternis. Zu seinen bekanntesten Synchronisations-Arbeiten zählt zudem die Anime-Zeichentrickserie Die tollen Fußballstars, in der er der Hauptfigur Tsubasa Ohzora seine Stimme leiht.
Außerdem arbeitet Rudolf auch als Sprecher in Werbesendungen und war in einer großen Anzahl von Funkspots zu hören, auch für TV-Spots war er tätig. Christian Rudolf ist oftmals als Off-Sprecher tätig. In der Sektion Radio-Comedy war Rudolf in „Goethe & Schiller“ zu hören. Dieses Projekt wurde als CD produziert. Ebenso spielte Rudolf als Walkact die Rolle des Bauern „Cord Husemann“, dessen Figur für die PR-Aktion „Wechselstrom“ eines Energieversorgungsunternehmens zur Kundengewinnung geschaffen wurde. Als Sprecher für Dokumentarsendungen ist er beispielsweise beim Fernsehsender Arte zu hören und besprach das Hörbuch Aufstieg und Fall der Marke U.S.A. Zudem ist er in zahlreichen Computerspielen zu hören und sprach bspw. Paulie einen der Hauptcharaktere in Mafia: Definitive Edition, den Koch in Return to Monkey Island oder mehrere Charaktere in Fallout 4.

### Privates
Christian Rudolf ist Vater von zwei Kindern und lebt seit 1989 in Hamburg. Sein jüngerer Bruder ist der Schauspieler Stefan Rudolf.

## Filmografie
- 1994: Sonntags geöffnet
- 1995: Ein flotter Dreier
- 1995: Zwischen Tag und Nacht
- 1995: So ist das Leben! Die Wagenfelds (Fernsehserie, 2 Folgen)
- 1996: Du bist nicht allein – Die Roy Black Story
- 1996: Faust (Fernsehreihe, 1 Folge)
- 1996: Die Frau des Anwalts
- 1997: Für alle Fälle Stefanie (Fernsehserie, 1 Folge)
- 1997: SK-Babies (Fernsehserie, 1 Folge)
- 1997–2005: Doppelter Einsatz (Fernsehserie, 2 Folgen, verschiedene Rollen)
- 1997: OP ruft Dr. Bruckner (Fernsehserie, 1 Folge)
- 1998: Aus heiterem Himmel (Fernsehserie, 1 Folge)
- 1998: Heimatgeschichten (Fernsehserie, 1 Folge)
- 1998: Ärzte (Fernsehreihe, 1 Folge)
- 1998: Benzin im Blut
- 1999: HeliCops – Einsatz über Berlin (Fernsehserie, 1 Folge)
- 2000: Gute Zeiten, schlechte Zeiten (Fernsehserie, 2 Folgen)
- 2000–2016: Großstadtrevier (Fernsehserie, 3 Folgen, verschiedene Rollen)
- 2000: SK Kölsch (Fernsehserie, 1 Folge)
- 2001: Polizeiruf 110: Seestück mit Mädchen (Fernsehreihe)
- 2001: Victor, der Schutzengel
- 2001: Bei aller Liebe (Fernsehserie, 2 Folgen)
- 2002: Streit um drei (Fernsehserie, 1 Folge)
- 2002: Marienhof (Fernsehserie, 5 Folgen)
- 2002: Verbotene Liebe (Fernsehserie, 116 Folgen)
- 2003: Die Cleveren (Fernsehserie, 1 Folge)
- 2003: Revier 1510
- 2004: Die Anwälte (Fernsehserie, 1 Folge)
- 2004: Der Bulle von Tölz: Wenn die Masken fallen (Fernsehreihe)
- 2004: Ein Engel für alle (Fernsehserie, 1 Folge)
- 2005–2006: Sturm der Liebe (Fernsehserie, 57 Folgen)
- 2005: Das Kreuz mit der Schrift
- 2005: Die Rettungsflieger (Fernsehserie, 1 Folge)
- 2006: 2030 – Aufstand der Alten
- 2006: Aufrecht stehen
- 2007: Aufstieg FC Sankt Pauli
- 2007: Da kommt Kalle (Fernsehserie, 1 Folge)
- 2007: Zu Besuch
- 2008: 112 – Sie retten dein Leben (Fernsehserie, 1 Folge)
- 2008: Die Jagd nach Dr. Tod
- 2008: Die Jahrhundertlawine
- 2008: Tatort: In eigener Sache (Fernsehreihe)
- 2008–2011, 2013: Lindenstraße (Fernsehserie)
- 2009: Der Kriminalist (Fernsehserie, 1 Folge)
- 2009: Pfarrer Braun – Schwein gehabt! (Fernsehreihe)
- 2009: Bloch: Die Geisel (Fernsehreihe)
- 2010: Notruf Hafenkante (Fernsehserie, Folge: Ein guter Plan)
- 2010: Alarm für Cobra 11 – Die Autobahnpolizei (Fernsehserie, Folge: Der Angriff)
- 2011: Flaschendrehen
- 2011: Gegengerade
- 2012: Mannequin
- 2013: Tatort: Letzte Tage
- 2014: Thief
- 2014: Die Rosenheim-Cops (Fernsehserie, Folge: Der Tod kommt im Flug)
- 2015: Nord bei Nordwest – Der wilde Sven (Fernsehreihe)
- 2015: Zweimal lebenslänglich
- 2017–2018: Rote Rosen (Fernsehserie, 190 Folgen)
- 2017: In aller Freundschaft – Die jungen Ärzte (Fernsehserie, Folge: Liebeslügen)
- 2017–2019: Morden im Norden (Fernsehserie, 2 Folgen, verschiedene Rollen)
- 2018: Tatort: Treibjagd
- 2020–2024: SOKO Wismar (Fernsehserie, 2 Folgen, verschiedene Rollen)
- 2020: Der Schneegänger
- 2021: Ella Schön: Familienbande (Fernsehreihe)
- 2021: Die Pfefferkörner (Fernsehserie, 1 Folge)
- 2021: Johannes Brahms
- 2022: SOKO Stuttgart (Fernsehserie, Folge: Alles Glück dieser Erde...)
- 2023: Geheimsache Kopernikus
- 2023: Wolfswinkel
- 2023: Hotel Mondial (Fernsehserie, 1 Folge)
- 2024: Feuerwehrfrauen: Phönix aus der Asche
- 2024: Feuerwehrfrauen: Heim gesucht
- 2024: Friesland (Fernsehreihe, Folge: Sturmmöwen)
- 2024: Ohne Wahrheit

## Synchronarbeiten (Auswahl)
- Nick in der Fernsehserie Desperate Housewives (Folge 3x12)
- Matan Brody in der Dramaserie Good Wife (wiederkehrende Rolle)
- Jean-Marc Brouillard in 19-2
- Jay in Men in Black: Die Serie (Zeichentrick)
- Wayne Gal in Natural Born Killers (Director’s Cut/DVD-Version)
- Sinedd in Galactik Football
- Rob in der Sitcom Almost Perfect
- DeFoe in der Zeichentrickserie Huntik – Secrets and Seekers
- Clocker und Thundercracker in der Animationsserie Transformers: Cybertron
- Charles Gunn in Angel
- Dave in News Radio
- Sensei Ebisu und einige Nebenrollen in den Animes Naruto und Naruto Shippūden
- Tsubasa Ohzora in dem Anime Die tollen Fußballstars
- Yakumo Kokonoe in Mahōka Kōkō no Rettōsei
- Mandeo in dem Anime Pokémon (Folge 91: Das Kristall-Onix)
- Makoto Shishio in Rurouni Kenshin
- Kaiba-sensei in Akuma no Riddle

### Videospiele (Auswahl)
- 2000: Baldur’s Gate II: Schatten von Amn als Saemon Havarian
- 2000: Flucht von Monkey Island als Tony, der Katapultschütze
- 2003: TRON 2.0 als Jet Bradley
- 2004: Sherlock Holmes: Das Geheimnis des silbernen Ohrrings als Funny Poker Pannister
- 2012: Mass Effect 3 als Kaidan Alenko
- 2014: Wolfenstein: The New Order als Feindliche Soldaten
- 2014: Sacred 3 als Vajra der Bogenschütze
- 2015: Fallout 4 als Danny Sullivan, Doc Crocker
- 2017: Black Mirror als John Gordon
- 2019: Wolfenstein: Youngblood als Officer Oskar
- 2020: Valorant als Breach
- 2020: Resident Evil 3 als Brad Vickers
- 2020: Marvel’s Avengers als Lyle Getz
- 2020: Mafia: Definitive Edition als Paulie
- 2022: Return to Monkey Island als der Koch
- 2022: The Dark Pictures Anthology: The Devil in Me als Charlie Lonnit
- 2023: Starfield als Freestar-Security